# Rock in Rio - O Musical
Rock in Rio - O Musical é um musical inspirado no maior festival de música do mundo, o Rock in Rio, produzido pela  Aventura Entretenimento.
Ambientado às vésperas do histórico festival de 1985, o musical conta uma história fictícia e lúdica, motivada pelas emoções e transformações que a música é capaz de provocar. A trama acompanha a trajetória de Sofia e Alef. Enquanto a menina, filha do organizador do maior festival de rock do mundo, não suporta ouvir música, o rapaz, mudo depois de sofrer um trauma familiar, só se expressa justamente pela música. A peça é embalada por 50 sucessos que marcaram diferentes edições do Rock in Rio.

## Enredo

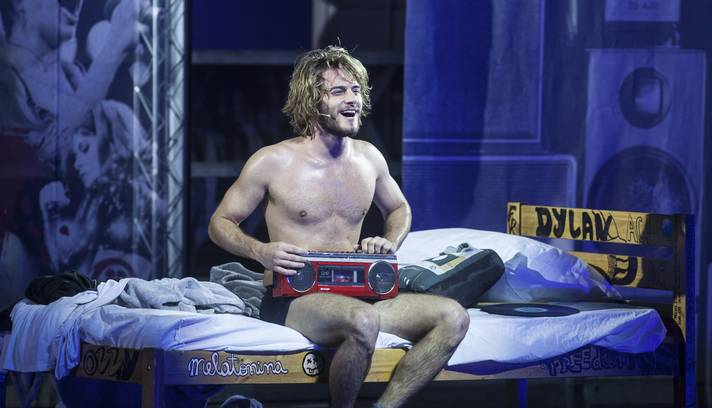
Hugo Bonemer como Alef em Rock in Rio - O Musical (2013)

Alef (Hugo Bonemer) é um jovem que se recusa a falar por dez anos, movido pela dor da perda do pai. Após conhecer Sofia Tepedino (Yasmin Gomlevsky) começa a se comunicar através da música. A relação conturbada com a mãe Glória (Lucinha Lins) e o possível cancelamento do festival de música organizado por Orlando Tepedino (Guilherme Leme) são conflitos paralelos.
A direção musical é de Délia Fischer, que criou novos arranjos para as canções que marcaram as diferentes edições do Rock in Rio, como "Pro Dia Nascer Feliz", de Cazuza, "Don't Let The Sun Go Down On Me", de Elton John, "Freedom", de George Michael, "Óculos", d'Os Paralamas do Sucesso, "Fear Of The Dark", do Iron Maiden, "Love Of My Life", do Queen, entre outras, no original e em versões do autor Rodrigo Nogueira.

## Lista de Músicas

### Ato I
- Pro Dia Nascer Feliz (Barão Vermelho, composta por Cazuza e Frejat)
- Rio 40 Graus (Fernanda Abreu; composta por Abreu, Fausto Fawcett, e Laufer)
- Freedom Ninety (George Michael)
- Óculos (Os Paralamas do Sucesso, composta por Herbert Vianna)
- Todo Amor Que Houver Nessa Vida (Barão Vermelho, composta por Cazuza e Frejat)
- Primeiros Erros (Kiko Zambianchi)
- Pessoa Nefasta (Gilberto Gil)
- Medley Legião Urbana: Tempo Perdido (Renato Russo)/Será (Dado Villa-Lobos, Marcelo Bonfá e Renato Russo)/Geração Coca-Cola (Renato Russo)
- Wonderwall (Oasis, composta por Noel Gallagher)
- Marvin (Titãs; versão de Nando Reis e Sérgio Britto para "Patches", de Norman Johnson e Ronald Dunbar)
- Bloco do Prazer (Moraes Moreira e Fausto Nilo)
- You've Got A Friend (James Taylor, composta por Carole King)
- Don't Let The Sun Go Down On Me (Elton John, composta por John e Bernie Taupin)
- Tema Rock In Rio (Eduardo Souto Neto e Nelson Wellington)

### Ato II
- Medley de todas as tribos:
  - Don't Stop The Music (Rihanna)
  - Otherside (Red Hot Chilli Peppers)
  - Rapunzel (Daniela Mercury, composta por Alaim Tavares e Carlinhos Brown)
  - Isn't She Lovely (Stevie Wonder)
  - Groove Is In The Heart (Deee-Lite)
  - It's Gonna Be Me ('N Sync)
  - Highway To Hell (AC/DC)
  - Fear Of The Dark (Iron Maiden)
  - O Canto da Cidade (Daniela Mercury, composta por Mercury e Tote Gira)
  - O Segundo Sol (Nando Reis)
  - Reggae Night (Jimmy Cliff)
  - Baby One More Time (Britney Spears)
  - Minha Fama de Mau (Erasmo Carlos e Roberto Carlos)
  - Epic (Faith No More)
  - Legal Tender (B-52's)
  - Além do Horizonte (Jota Quest)
  - Firework (Katy Perry)
  - Tonight's The Night (Rod Stewart)
  - Take On Me (a-ha)
  - Admirável Gado Novo (Zé Ramalho)
  - Você Não Soube Me Amar (Blitz)
- Estoy Aqui (Shakira)
- Kiss (Prince)
- Um certo alguém (Lulu Santos)
- Resposta (Skank)
- Love of my Life (Queen)

### Versão 2016
- “Homem do Leme” e “Minha Casinha” (Xutos & Pontapés)
- “Chico Fininho” (Rui Veloso)
- “Re-Tratamento” (Da Weasel)
- “Love of My Life” (Queen)
- “Sweet Child O’Mine” (Guns N' Roses)
- “Dancing with myself” (Billy Idol)
- “O Canto da Cidade” (Daniela Mercury)
- “Sorte Grande” e “Festa” (Ivete Sangalo)

## Elenco
- Hugo Bonemer - Alef
- Yasmin Gomlevksy - Sofia/Rita Lee (substituída em 2015 por Thati Lopes)
- Ícaro Silva - Marvin/Gilberto Gil
- Lucinha Lins - Gloria
- Guilherme Leme - Orlando
- Kacau Gomes - Diana/Shakira
- Emilio Dantas - Roger/Axl Rose
- Luiz Pacini - Denis/Ozzy Osbourne
- Caike Luna - Geraldo/Jamiroquai/Mendigo
- Marcelo Varzea - George/James Taylor
- Bruno Sigrist - Mathias/Elton John
- Lyv Ziese - Liv/Katy Perry
- Rômulo Arantes Neto - Raul/George Michael
- Karen Junqueira - Flora/Britney Spears
- Juliane Bodini - Bianca/Baby do Brasil
- Stephanie Serrat - Julia/Nina Hagen
- Daniele Falcone - Denise/Elba Ramalho
- Sheila Matos - Alice/Ivete Sangalo
- Alessandro Brandão - Anthony/Ney Matogrosso
- Chris Penna - Rei/Junior
- Bruno Fraga - Lucas/Stevie Wonder
- Celo Carvalho - Johnny/Pepeu Gomes
- Marcelo Nogueira - Ensemble/Freddie Mercury
- Bruno Narchi - Ensemble/Cazuza (Alternante Alef)
- Marina Palha - Ensemble/Sandy

### Ficha Técnica
- João Fonseca - Direção
- Rodrigo Nogueira - Texto e Versões
- Delia Fischer - Direção Musical e Arranjos
- Nello Marrese e Natálina Lana - Cenário
- Thanara Schonardie - Figurino
- Alex Neoral - Coreografia
- Marcelo Claret - Design de Som
- Paulo Cesar Medeiros - Iluminação
- Beto Carramanhos - Visagismo
- Felipe Habib - Preparação Vocal
- Heberth Souza - Programação de Teclados
- Paula Sandroni e Ana Paula Abreu - Diretora Assistente
- Reiner Tenente- Preparador de elenco
- Marcela Altbertg - Casting
- Aniela Jordan e Luiz Calainho - Direção Executiva
- Fernando Campos - Marketing e Negócios
- Studio Prime - Conteúdo Videowall

### Banda
- Claudia Elizeu - Regência/Teclado
- Heberth Souza - Teclado
- Ângelo Martins - Violinio
- Thais Ferreira - Violoncelo
- Levi Chaves - Saxofones e Clarinetes
- Matias Correa - Baixo
- Nailson Simões - Bateria
- Marcos Amorim - Guitarra
- Marcelo Amaro - Percussão

## Montagens

### 2013
A peça foi apresentada inicialmente entre  janeiro e abril de 2013 na Grande Sala da Cidade das Artes,  Rio de Janeiro. Em junho se mudou para São Paulo, no Teatro Alfa, com nova montagem em agosto no Auditório Ibirapuera.

### 2014
Durante o Salão do Automóvel de São Paulo, uma versão reduzida do musical, com cinco artistas, oito bailarinos, além da banda com quatro músicos, foi apresentada no stand da Volkswagen, patrocinadora do festival.

### 2015
Durante o Rock in Rio VI, uma versão condensada de 15 minutos recontando os trinta anos do festival foi apresentada quatro vezes ao dia na Rock Street da Cidade do Rock, totalizando 28 montagens. O idealizador Roberto Medina aparecia em um telão antes do final com "Love of My Life".

## 2016
Uma versão de 50 minutos abriu todos os dias da sétima edição do Rock in Rio Lisboa. Para incorporar as versões internacionais, antes de Alef e Sofia irem de 2001 a 2011, a organizadora Roberta Medina adentrava o palco e mostrava os personagens indo na primeira versão lisboeta em 2004, representada pelo ator português Isaac Alfaiate. A montagem contava a história de todas as edições em 4 países diferentes, incorporando anedotas do festival, como Freddie Mercury regendo a plateia em um coro de "Love of My Life", a produção buscando as 500 toalhas pedidas por Prince, e Axl Rose desaparecer antes de um show. A reimaginação leva em conta o público mais familiar que atende o festival de Lisboa.